# 山田大樹 (アナウンサー)
山田 大樹（やまだ ひろき、1982年8月26日 - ）は、NHKのアナウンサー。

## 人物
愛知県名古屋市出身。筑波大学第三学群国際総合学類（現：社会・国際学群国際総合学類）を卒業後、2005年に入局。
入局後、新潟放送局、長崎放送局、東京アナウンス室、名古屋放送局を経て、2度目の東京アナウンス室に配属。
名古屋放送局に勤務していた時、ラジオで東海北陸のニュースと気象情報を終了させる時、「この時間のニュースと天気予報を（名古屋のスタジオから、アナウンサーの）山田大樹がお伝えしました」という言い回しで終わる事が多く、朝6時25分から5分間放送されるニュースと気象情報が終わると、6時30分を知らせた後駆け足で伝えた場合を除いてこれらの言い回しに必ず「ラジオ体操です。」と伝えていた。

## 嗜好・挿話
13歳で父の転勤によりアメリカ・ケンタッキー州に引っ越し、中学・高校時代を過ごした帰国子女である。
少年時代に漫画『SLAM DUNK』を読み、全米大学バスケやNBAに夢中になった。

## 現在の担当番組
- まるっと!（キャスター : 2025年3月31日 - ）[6]
- 東海3県・東海北陸のニュース

## 過去の担当番組
新潟放送局時代（2005年度 - 2007年度）
- 新潟県のニュース・中継・リポート
- ゆうどきネットワーク新潟（2006年9月4日 - 2007年3月）
- おーい、ニッポン（私の好きな新潟県・2007年6月3日）

長崎放送局時代（2008年度 - 2012年7月）
- 長崎県のニュース・中継・リポート
- 長崎ウォッチ
- ながさき新紀行
- しゃべラジながさき
- なが☆スペ
- 見んと!長崎（キャスター・2011年4月 - 2012年7月）

東京アナウンス室時代（1度目）（2012年8月 - 2017年度）
- 情報LIVE ただイマ!（リポーター）
- あさイチ（リポーター・2012年8月 - 2015年3月）
- 首都圏ネットワーク
  - サブキャスター（2015年3月30日 - 2016年4月1日）
  - メインキャスター（2016年4月4日 - 2018年3月30日）
- リオデジャネイロオリンピック オリンピックパートキャスター（2016年8月15日 - 2016年8月21日）

名古屋放送局時代（1度目）（2018年度 - 2021年度）
- 東海3県・東海北陸のニュース
- ナビゲーション（キャスター・2018年4月13日 - 2022年3月11日）
- 列島ニュース新型コロナ最新情報（2020年5月）
- 列島ニュース（進行キャスター）（2020年8月 - 9月）
- まるっと!（小山径のキャスター代行など）

東京アナウンス室時代（2度目）（2022年度 - 2024年度）
- NHKニュースおはよう日本
  - リポーター：2022年4月 - 2025年3月18日
  - 土日の代理キャスター：2022年5月14日、15日[7]、2022年8月20日、21日[8]
  - 平日の代理サブキャスター：2022年8月8日 - 8月10日、8月12日[9]
- 歴史探偵（大阪放送局発）（探偵：2022年6月1日 - 12月4日）

名古屋放送局時代（2度目）（2025年度 - ）